# Eburia longicornis
Eburia longicornis är en skalbaggsart som beskrevs av Fisher 1932. Eburia longicornis ingår i släktet Eburia och familjen långhorningar.
Artens utbredningsområde är Kuba. Inga underarter finns listade i Catalogue of Life.